# 南安遊客中心
南安遊客中心，位於台灣花蓮縣卓溪鄉卓清村（布農族的南安部落），現隸屬內政部國家公園署玉山國家公園管理處，為玉山國家公園東南側的遊客中心，提供遊客諮詢、解說及入山登記等各項服務。

## 簡介
南安遊客中心位於台灣花蓮縣卓溪鄉，距離玉里鎮約十二公里，為玉山國家公園東部園區的管理站暨遊客服務中心，園區範圍含括南安、山風、瓦拉米、大分及新康山等地區。東部園區一般只開放南安瀑布、山風瀑布、山風一號吊橋、山風二號吊橋，瓦拉米步道僅限至佳心舊部落（Kasing）為止，民眾可自由進出，毋需申請；但佳心以上的瓦拉米步道路段屬「生態保護區」，若欲行走整段的瓦拉米步道或八通關古道，甚至攀登新康山或玉山等等，都必須先行在遊客中心登記或線上申請，才能入山。
南安遊客中心設立於民國81年（1992年）4月，建築風格採中國北方庭園式造型，提供多項自然生態（如台灣黑熊、櫻花鉤吻鮭）介紹及受理登山登記，並有多媒體視聽教室供影片播放的賞析，還有行李寄放等服務。由於遊客中心所在的卓清村為布農族之生活領域，現場亦設置文物展示館，可參觀並進一步認識布農族相關人文歷史、族群分布，文物器皿等等。

## 開放時間
南安遊客中心開放時間為每日上午9點至下午5點00分。休館日則為每年農曆的除夕日，以及每個月份的第二個星期二，如遇國定假日則順延一日。 

## 交通方式
抵達南安遊客中心能靠自行開車的方式，或可搭乘台鐵或花蓮客運至玉里站下車，轉乘花蓮客運1130路至南安遊客中心站

## 圖輯

### 建築外部

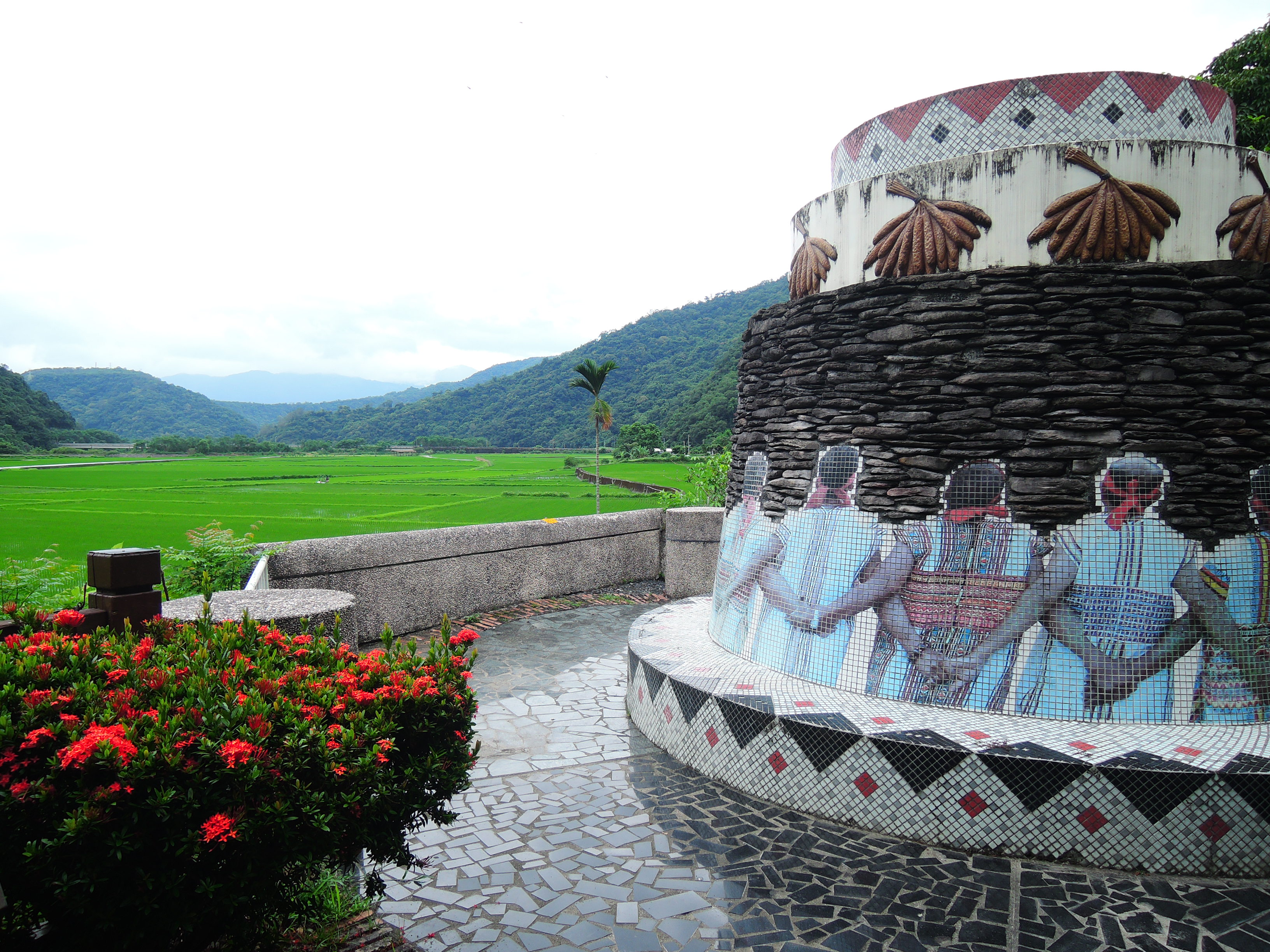
戶外景緻
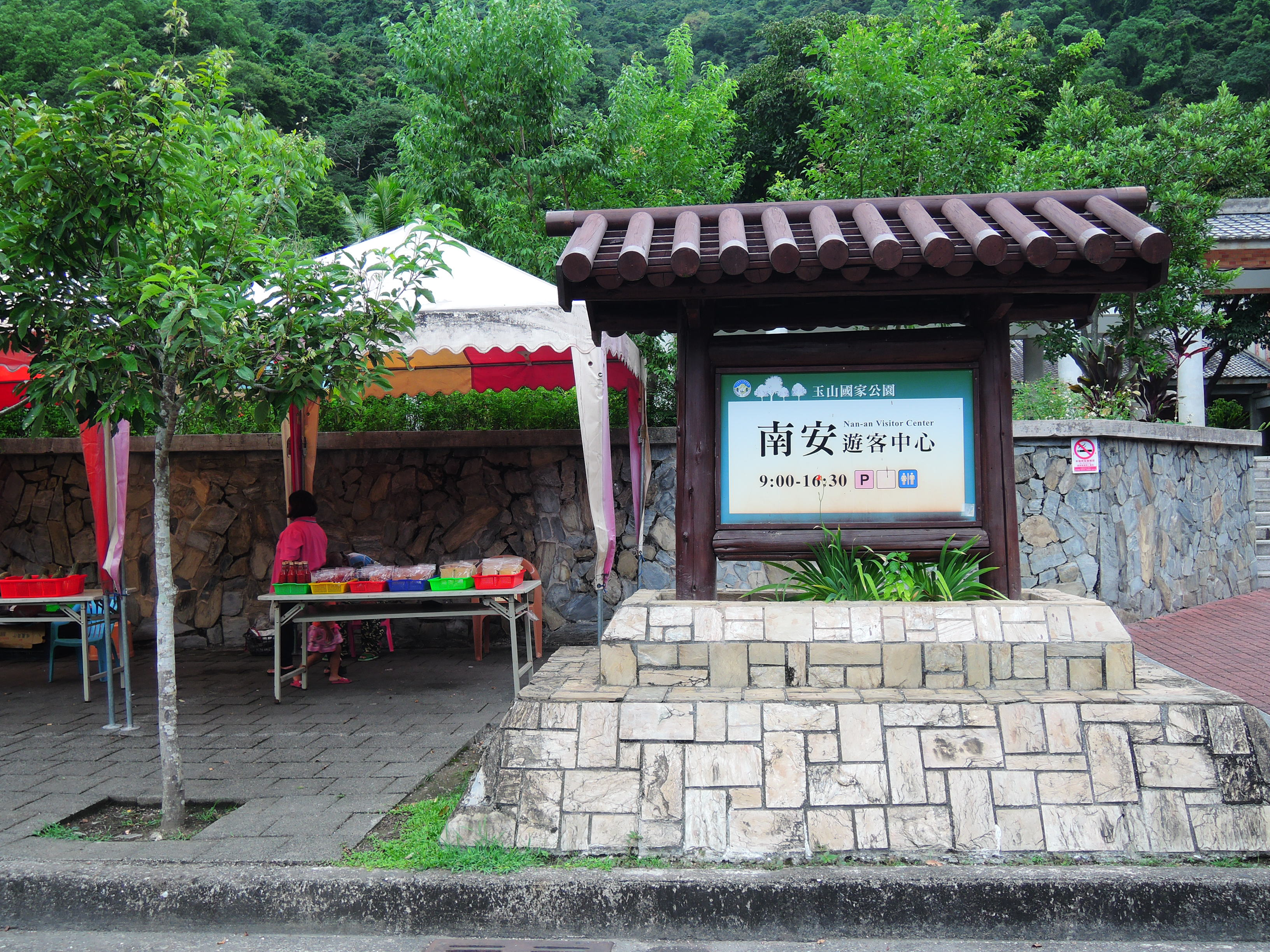
入口招牌
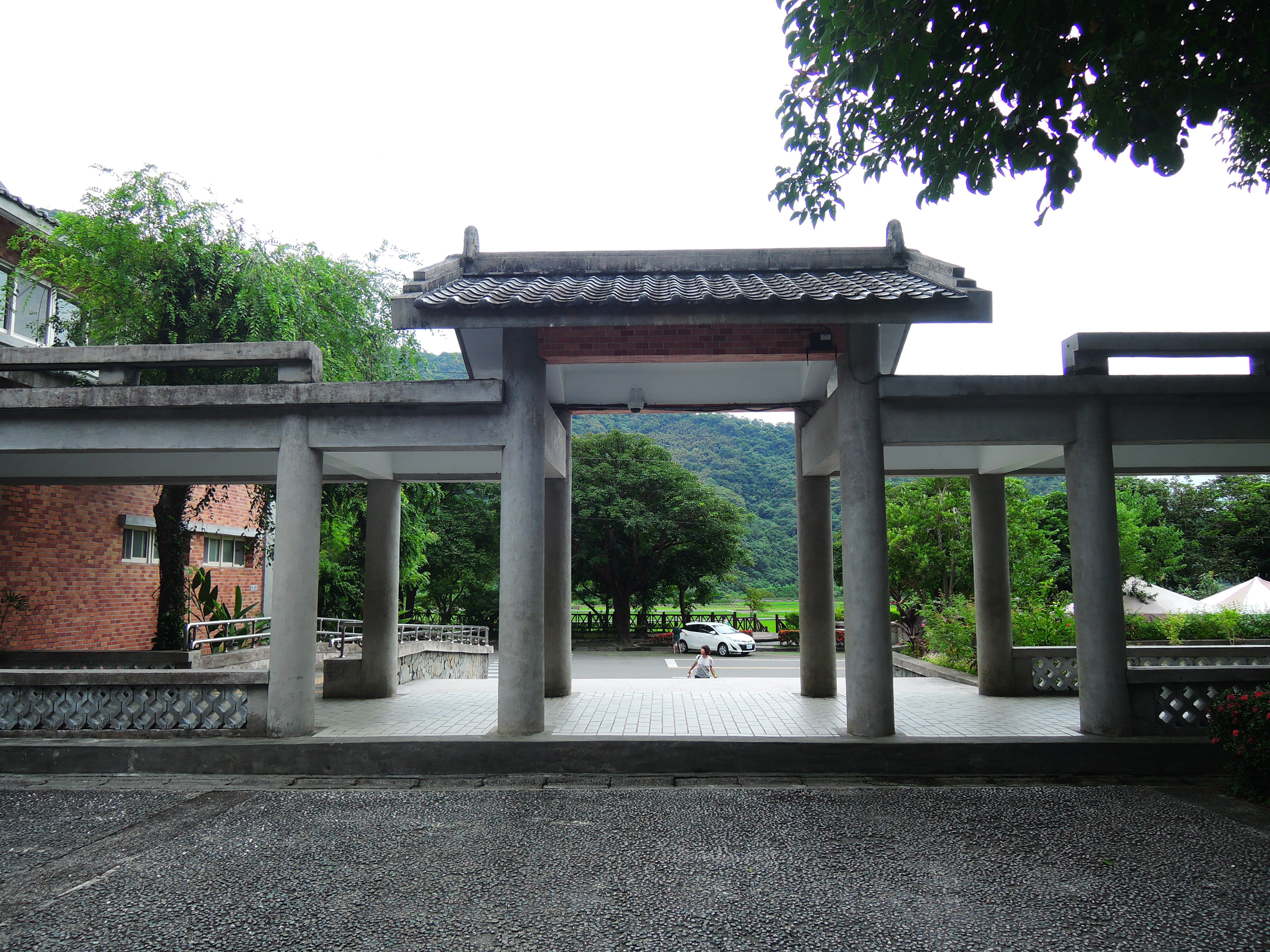
入口意象
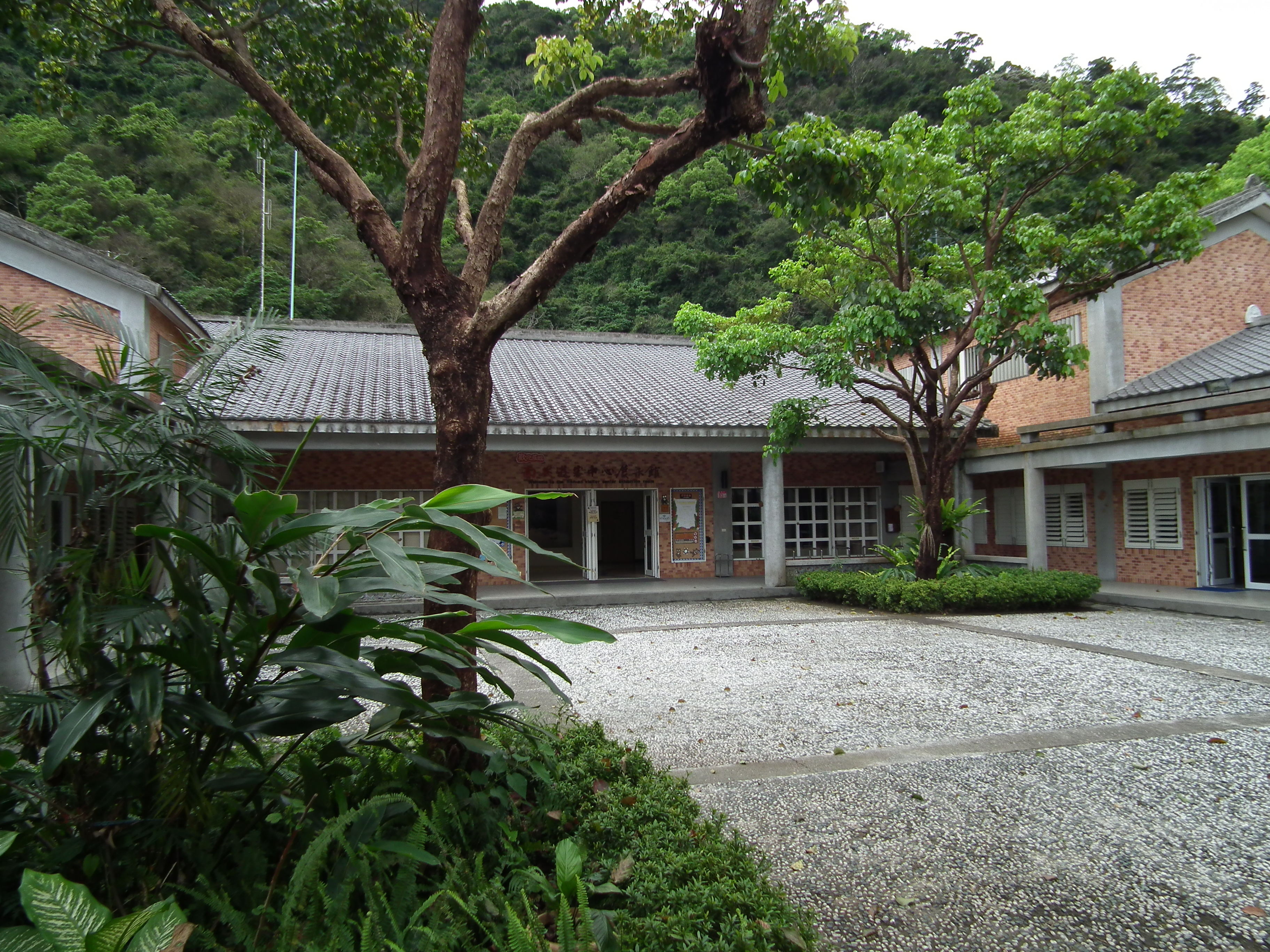
遊客中心庭園
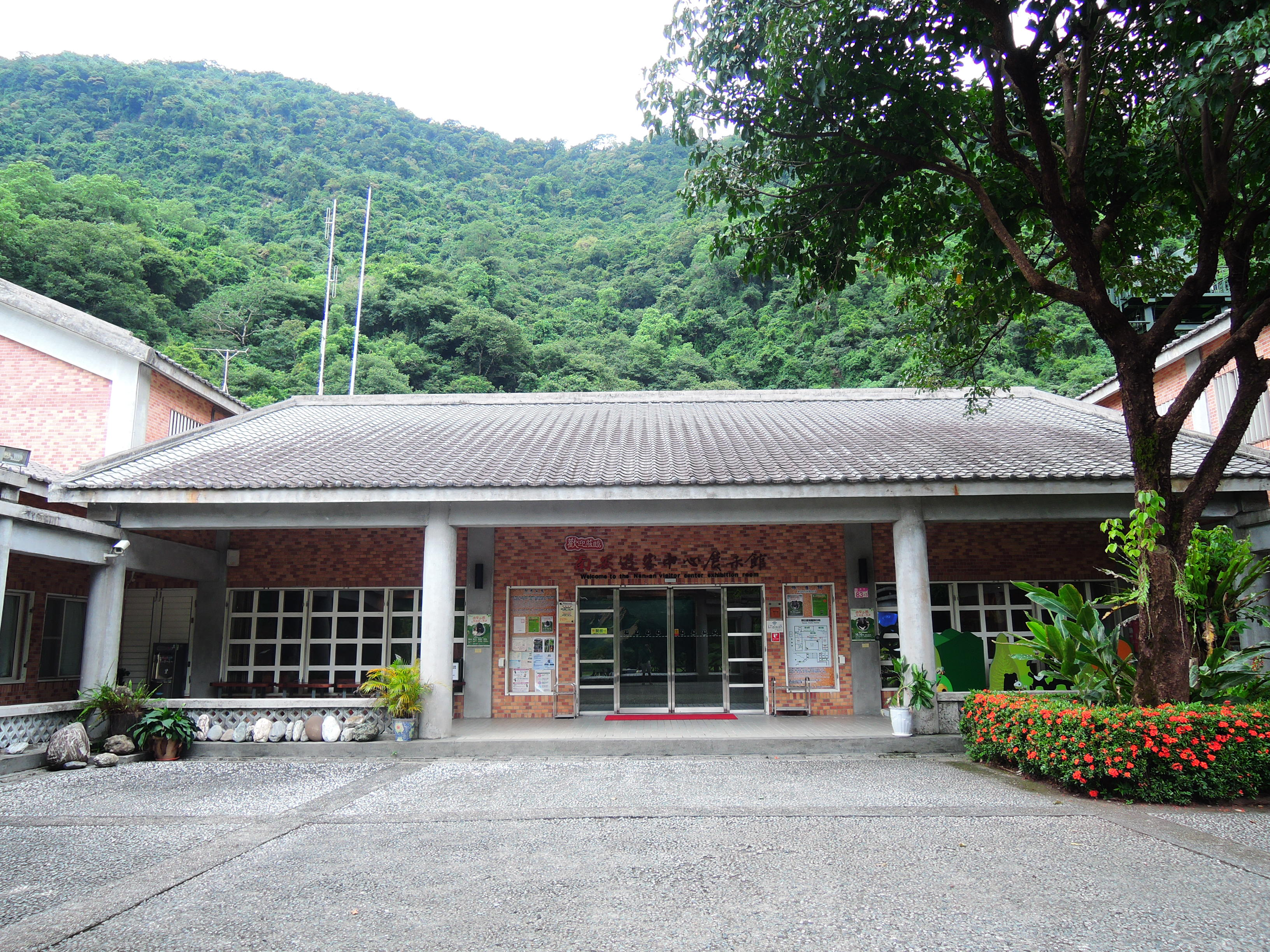
遊客中心暨展示館

### 展示內部

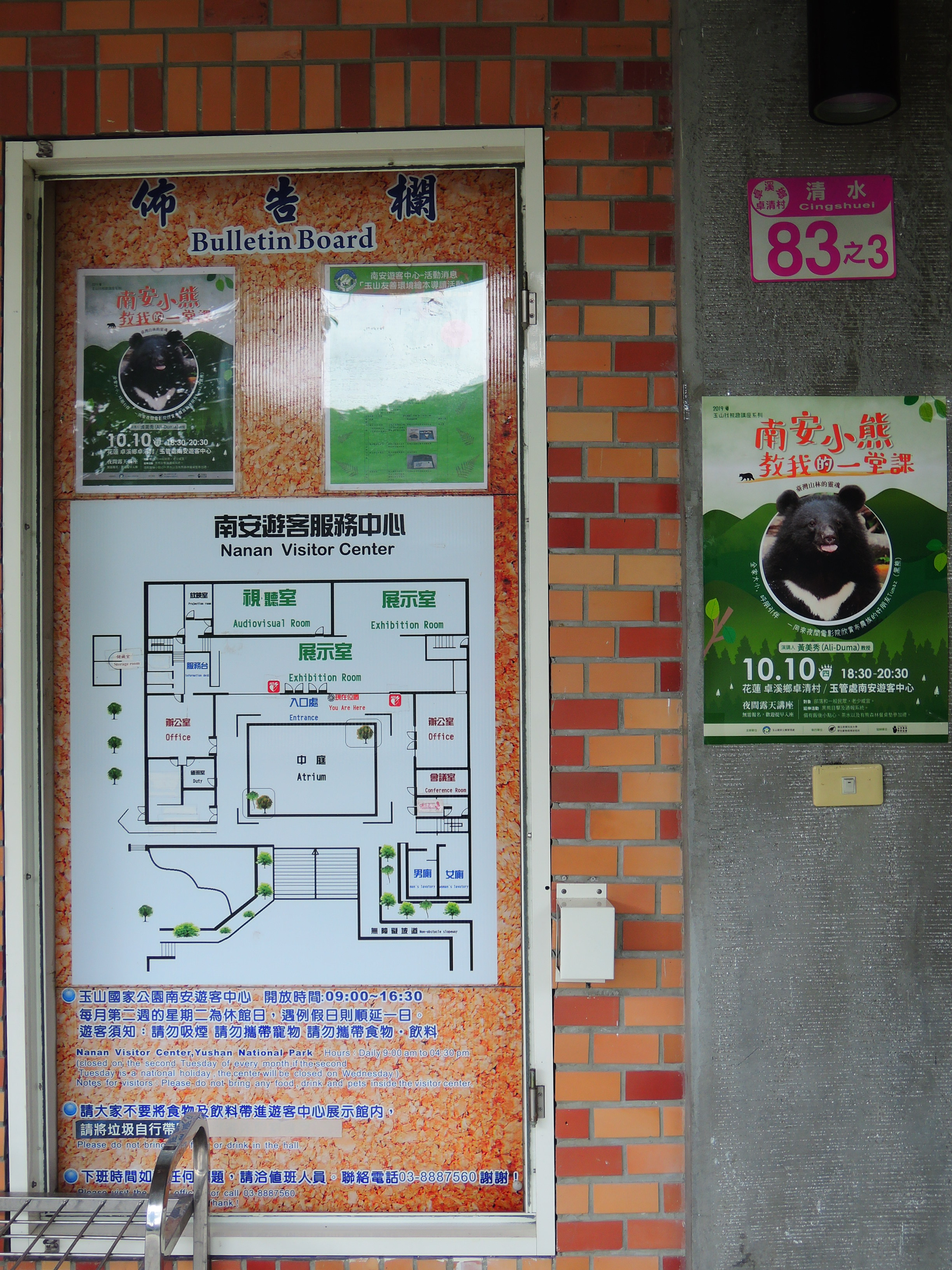
參觀資訊
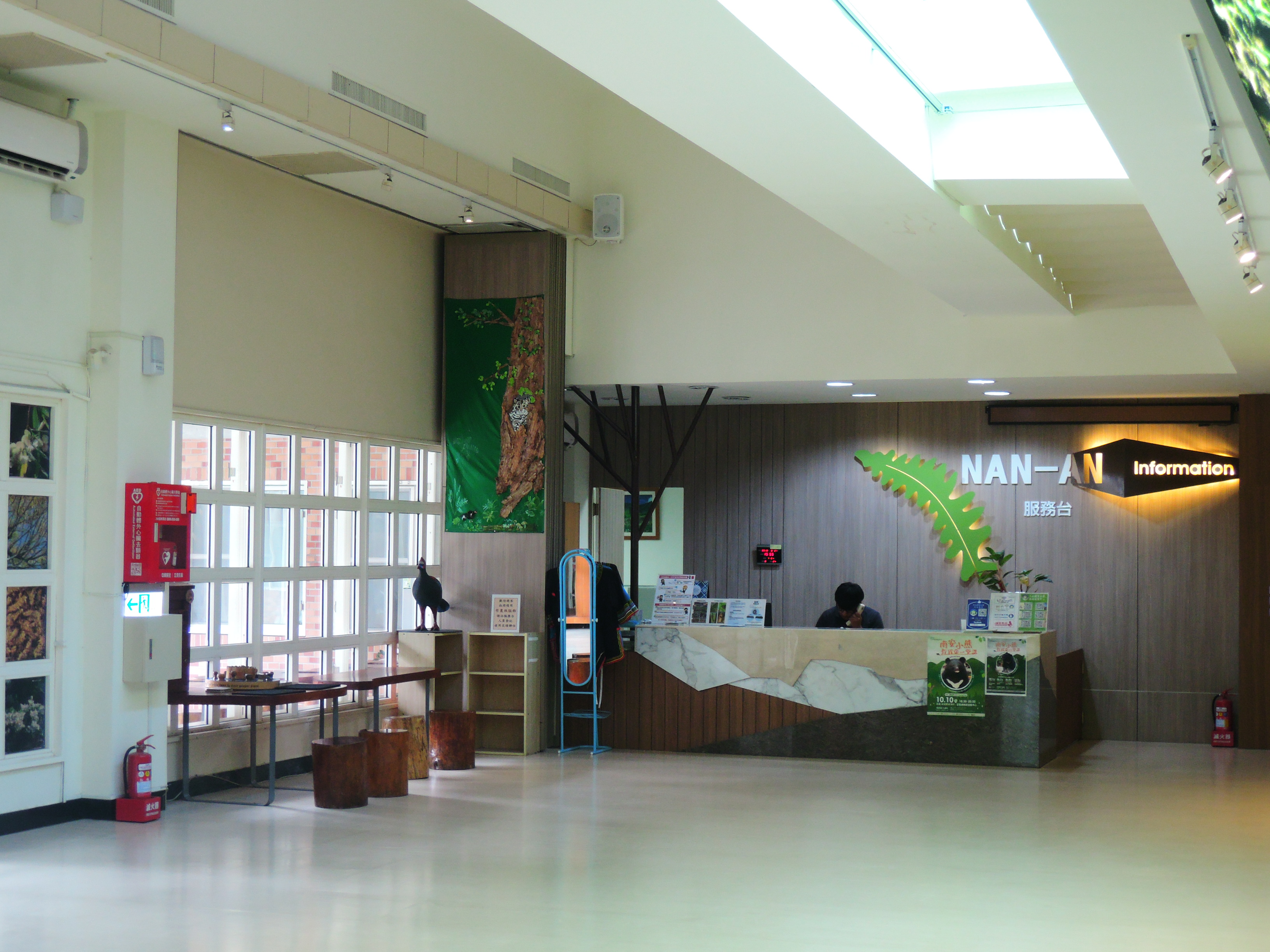
遊客中心服務台
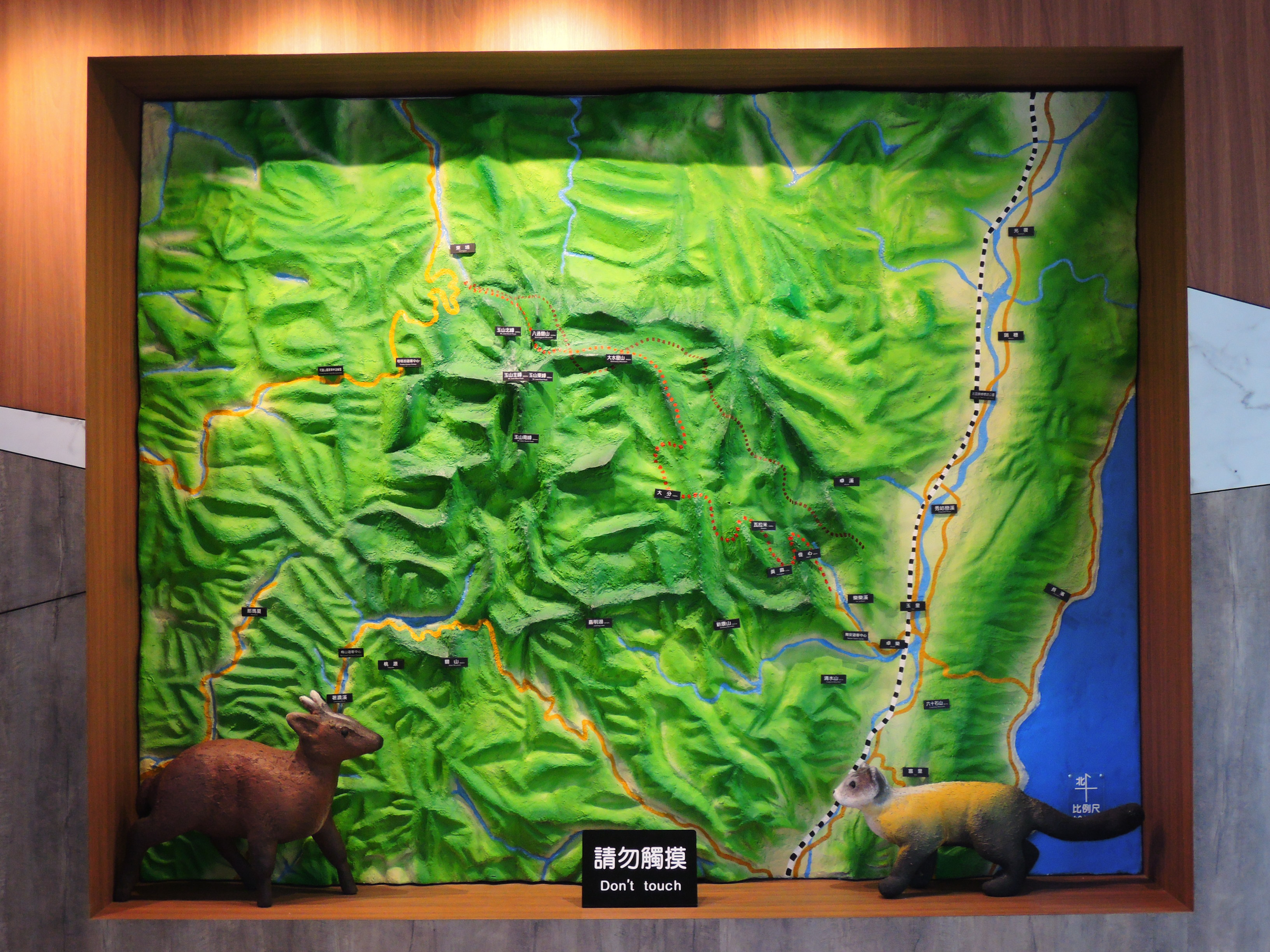
玉山風景管理處立體分布圖
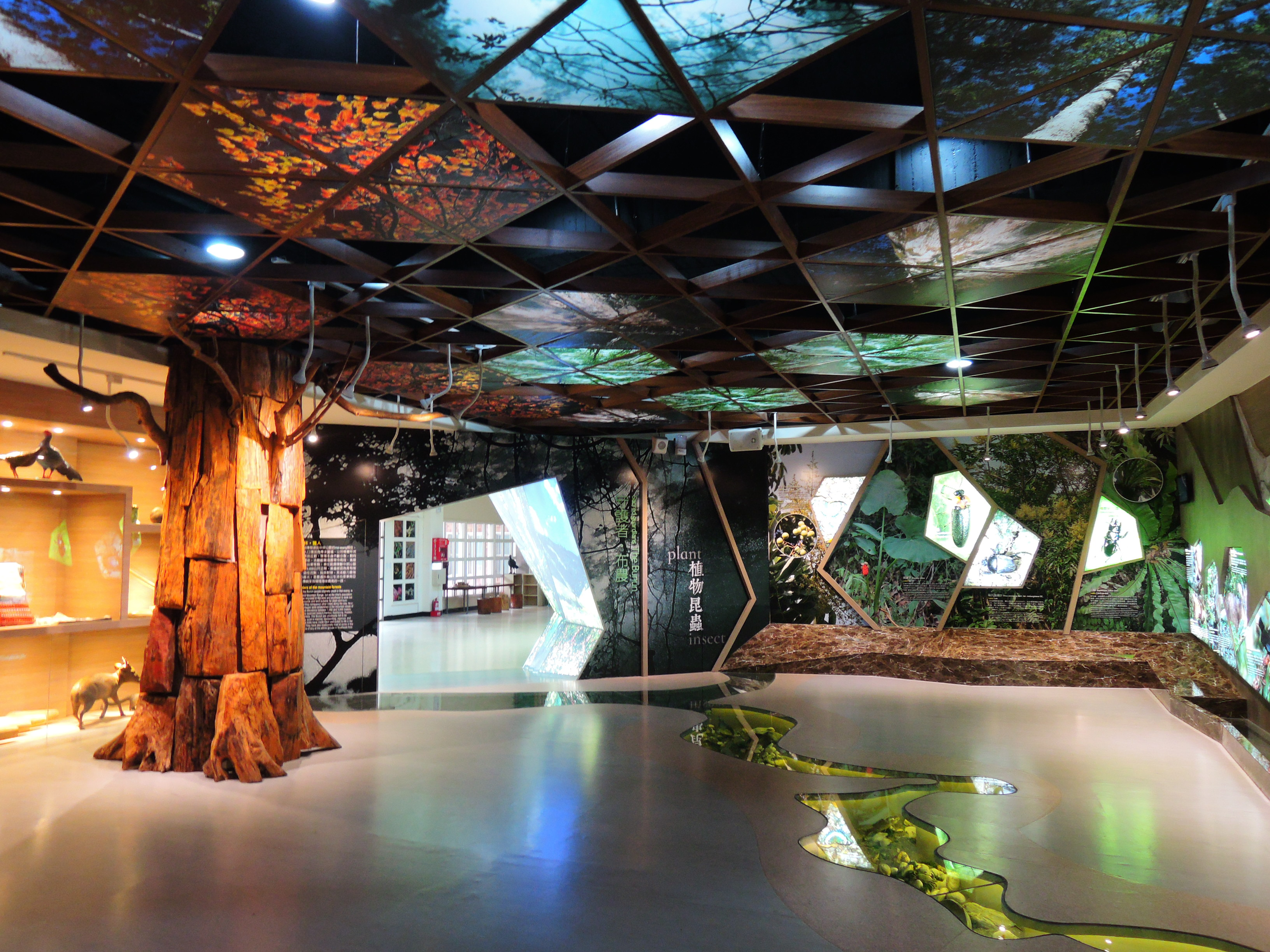
自然生態展示館
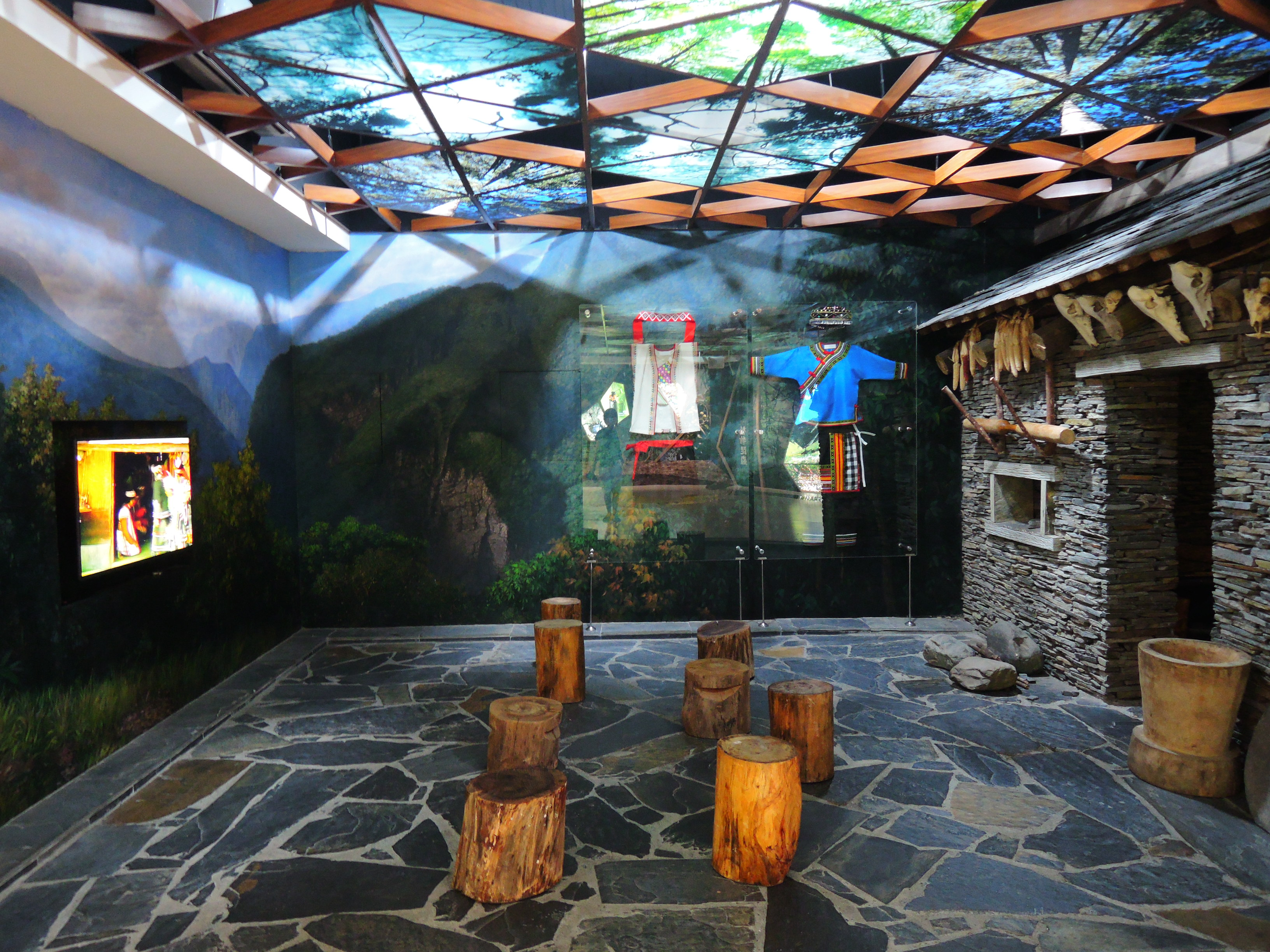
布農族生活空間
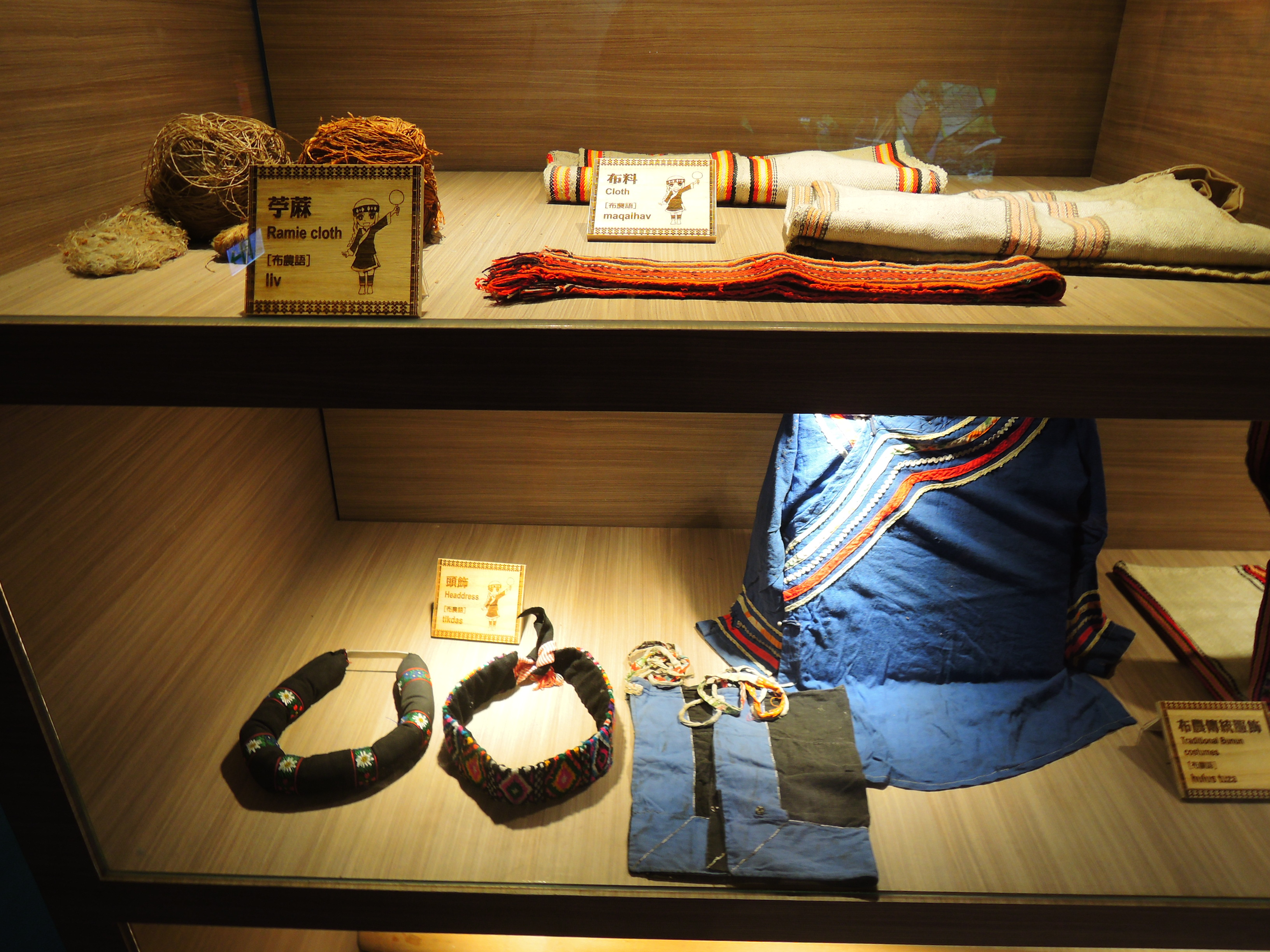
布農族衣物展示
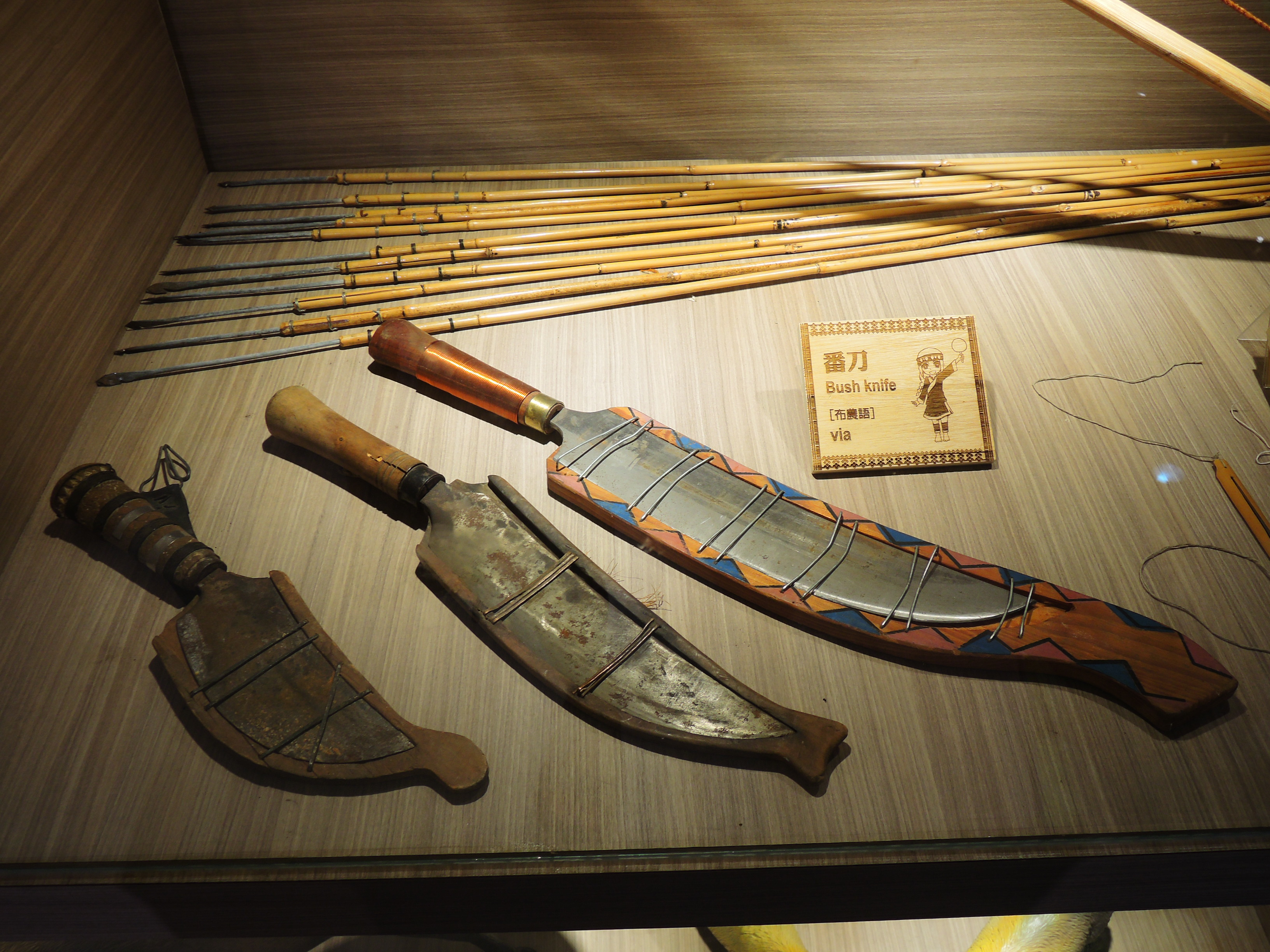
布農族番刀

## 外部連結
- 玉山國家公園（页面存档备份，存于）